# Campeonato Sudamericano 1939/Spiele
Diese Seite ist eine Unterseite zum Artikel Campeonato Sudamericano 1939, der über dieses Turnier für Fußballnationalmannschaften Südamerikas informiert.
| Pl. | Land     | Sp. | S | U | N | Tore    | Diff. | Punkte |
| --- | -------- | --- | - | - | - | ------- | ----- | ------ |
| 1.  | Peru     | 4   | 4 | 0 | 0 | 013:400 | +9    | 08:0   |
| 2.  | Uruguay  | 4   | 3 | 0 | 1 | 013:500 | +8    | 06:20  |
| 3.  | Paraguay | 4   | 2 | 0 | 2 | 009:800 | +1    | 04:40  |
| 4.  | Chile    | 4   | 1 | 0 | 3 | 008:120 | −4    | 02:60  |
| 5.  | Ecuador  | 4   | 0 | 0 | 4 | 004:180 | −14   | 0:80   |

## Paraguay – Chile 5:1 (2:1)
| Paraguay                                   | Paraguay | Chile | Chile |
| ------------------------------------------ | --- | --- | ----- |
| Paraguay                                   | \| 15. Januar 1939 in Lima (Stadium Nacional) \| \| Zuschauer: 10.000 \| \| Schiedsrichter: Alberto March ( Ecuador) \| | \| 15. Januar 1939 in Lima (Stadium Nacional) \| \| Zuschauer: 10.000 \| \| Schiedsrichter: Alberto March ( Ecuador) \|    | Chile |
| Paraguay                                   | Encina – Lezcano, Invernizzi – Ayala, Villalba, Ibáñez – Barrios, Godoy, Mingo, Ortega, Aquino                          | Simián – Roa, Jorge Córdova – Montero, Riveros, Ponce (Julio Córdova) – Sorrel, Toro, Domínguez, Carvajal, Avendaño (Luco) | Chile |
| Paraguay                                   | 1:1 Godoy (10.) 2:1 Godoy (24.) 3:1 Barrios (47.) 4:1 Barrios (75.) 5:1 Aquino (88.)                                    | 0:1 Sorrel (8.) | Chile |
| 15. Januar 1939 in Lima (Stadium Nacional) | | |       |
| Zuschauer: 10.000                          | | |       |
| Schiedsrichter: Alberto March ( Ecuador)   | | |       |

## Peru – Ecuador 5:2 (3:0)
| Peru                                       | Peru | Ecuador | Ecuador |
| ------------------------------------------ | --- | --- | ------- |
| Peru                                       | \| 15. Januar 1939 in Lima (Stadium Nacional) \| \| Zuschauer: 10.000 \| \| Schiedsrichter: Carlos Puyol ( Uruguay) \|        | \| 15. Januar 1939 in Lima (Stadium Nacional) \| \| Zuschauer: 10.000 \| \| Schiedsrichter: Carlos Puyol ( Uruguay) \|                 | Ecuador |
| Peru                                       | Honores – A.Fernández, Quispe – Tovar, Castillo, Perales – Magallanes (T. Alcalde), Ibáñez, T. Fernández, J. Alcalde, Paredes | Vásquez – Ronquillo, Solís – Merino, Zambrano (Peralta), Arias (Vasconez) – Cevallos, Unamuno (Alcívar), Suárez-Rizzo, Herrera, Freire | Ecuador |
| Peru                                       | 1:0 T. Fernández (6.) 2:0 J. Alcalde (16.) 3:0 T. Fernández (34.) 4:1 J. Alcalde (58.) 5:1 T. Fernández (77.)                 | 3:1 Alcívar (55.) 5:2 Alcívar (89.) | Ecuador |
| 15. Januar 1939 in Lima (Stadium Nacional) | | |         |
| Zuschauer: 10.000                          | | |         |
| Schiedsrichter: Carlos Puyol ( Uruguay)    | | |         |

## Uruguay – Ecuador 6:0 (1:0)
| Uruguay                                    | Uruguay | Ecuador | Ecuador |
| ------------------------------------------ | --- | --- | ------- |
| Uruguay                                    | \| 22. Januar 1939 in Lima (Stadium Nacional) \| \| Zuschauer: 10.000 \| \| Schiedsrichter: Enrique Cuenca ( Peru) \| | \| 22. Januar 1939 in Lima (Stadium Nacional) \| \| Zuschauer: 10.000 \| \| Schiedsrichter: Enrique Cuenca ( Peru) \|                       | Ecuador |
| Uruguay                                    | Granero – Sanguinetti, Mascheroni – Zunino, Galvalisi, Viana (70. Reyes) – Porta, Ciocca, Lago, S. Varela, Camaití    | Vásquez – Ronquillo, Solís – Merino, Peralta (Zambrano), Vasconez – Cevallos, Suárez-Rizzo, Arenas (Alcívar), Herrera (Bohórquez), Elizalde | Ecuador |
| Uruguay                                    | 1:0 Porta (22.) 2:0 S. Varela (53.) 3:0 S. Varela (55.) 4:0 Lago (65.) 5:0 Lago (70.) 6:0 S. Varela (81.)             | | Ecuador |
| 22. Januar 1939 in Lima (Stadium Nacional) | | |         |
| Zuschauer: 10.000                          | | |         |
| Schiedsrichter: Enrique Cuenca ( Peru)     | | |         |

## Peru – Chile 3:1 (0:0)
| Peru                                       | Peru | Chile | Chile |
| ------------------------------------------ | --- | --- | ----- |
| Peru                                       | \| 22. Januar 1939 in Lima (Stadium Nacional) \| \| Zuschauer: 6.000 \| \| Schiedsrichter: Carlos Puyol ( Uruguay) \| | \| 22. Januar 1939 in Lima (Stadium Nacional) \| \| Zuschauer: 6.000 \| \| Schiedsrichter: Carlos Puyol ( Uruguay) \| | Chile |
| Peru                                       | Honores – A. Fernández, Chapel – Tovar, Pasache, Perales – T. Alcalde, Bielich, T. Fernández, J. Alcalde, Paredes     | Lobos – Cortés, Jorge Córdova – Montero, Mediavilla, Ponce – Sorrel, Toro (Domínguez), Pizarro, Carvajal, Muñoz       | Chile |
| Peru                                       | 1:0 T. Fernández (46.) 2:1 T. Fernández (65., Elfmeter) 3:1 J. Alcalde (80.)                                          | 1:1 Domínguez (55.)                                                                                                   | Chile |
| 22. Januar 1939 in Lima (Stadium Nacional) | | |       |
| Zuschauer: 6.000                           | | |       |
| Schiedsrichter: Carlos Puyol ( Uruguay)    | | |       |

## Uruguay – Chile 3:2 (2:2)
| Uruguay                                    | Uruguay | Chile | Chile |
| ------------------------------------------ | --- | --- | ----- |
| Uruguay                                    | \| 29. Januar 1939 in Lima (Stadium Nacional) \| \| Zuschauer: 15.000 \| \| Schiedsrichter: Enrique Cuenca ( Peru) \|                              | \| 29. Januar 1939 in Lima (Stadium Nacional) \| \| Zuschauer: 15.000 \| \| Schiedsrichter: Enrique Cuenca ( Peru) \|                    | Chile |
| Uruguay                                    | Granero – Sanguinetti, Mascheroni – Zunino, Galvalisi, Reyes (46. O. Varela) – Porta, Ciocca (46. Chirimini), Lago (80. Fager), S. Varela, Camaití | Lobos (Simián) – Cortés, Jorge Córdova – Julio Córdova, Riveros (Mediavilla), Ponce – Sorrel (Luco), Domínguez, Pizarro, Avendaño, Muñoz | Chile |
| Uruguay                                    | 1:1 S. Varela (19.) 2:1 Camaití (30.) 3:2 Chirimini (73.)                                                                                          | 0:1 Muñoz (3.) 2:2 Luco (39.) | Chile |
| 29. Januar 1939 in Lima (Stadium Nacional) | | |       |
| Zuschauer: 15.000                          | | |       |
| Schiedsrichter: Enrique Cuenca ( Peru)     | | |       |

## Peru – Paraguay 3:0 (2:0)
| Peru                                       | Peru | Paraguay | Paraguay |
| ------------------------------------------ | --- | --- | -------- |
| Peru                                       | \| 29. Januar 1939 in Lima (Stadium Nacional) \| \| Zuschauer: 15.000 \| \| Schiedsrichter: Alfredo Vargas ( Chile) \|          | \| 29. Januar 1939 in Lima (Stadium Nacional) \| \| Zuschauer: 15.000 \| \| Schiedsrichter: Alfredo Vargas ( Chile) \| | Paraguay |
| Peru                                       | Honores – A. Fernández, Chapel – Tovar, Pasache, Castillo – T. Alcalde (Magallanes), Bielich, T. Fernández, J. Alcalde, Paredes | González – Lezcano, Invernizzi – Ayala, Villalba, Ibáñez – Barrios, Godoy, Mingo, Ortega, Aquino                       | Paraguay |
| Peru                                       | 1:0 T. Fernández (11.) 2:0 T. Fernández (30.) 3:0 J. Alcalde (78.)                                                              | | Paraguay |
| 29. Januar 1939 in Lima (Stadium Nacional) | | |          |
| Zuschauer: 15.000                          | | |          |
| Schiedsrichter: Alfredo Vargas ( Chile)    | | |          |

## Chile – Ecuador 4:1 (3:1)
| Chile                                      | Chile | Ecuador | Ecuador |
| ------------------------------------------ | --- | --- | ------- |
| Chile                                      | \| 5. Februar 1939 in Lima (Stadium Nacional) \| \| Zuschauer: 10.000 \| \| Schiedsrichter: Carlos Puyol ( Uruguay) \| | \| 5. Februar 1939 in Lima (Stadium Nacional) \| \| Zuschauer: 10.000 \| \| Schiedsrichter: Carlos Puyol ( Uruguay) \| | Ecuador |
| Chile                                      | Simián – Cortés, Jorge Córdova – Julio Córdova, Riveros, Ponce – Sorrel, Toro, Pizarro, Avendaño, Luco                 | Martínez – Ronquillo, Hungría – Peralta, Vasconez, Laurido – Cevallos, Freire, Alcívar, Arenas, Suárez-Rizzo           | Ecuador |
| Chile                                      | 1:0 Toro (6.) 2:0 Avendaño (15.) 3:0 Sorrel (19., Elfmeter) 4:1 Avendaño (79.)                                         | 3:1 Arenas (35.) | Ecuador |
| 5. Februar 1939 in Lima (Stadium Nacional) | | |         |
| Zuschauer: 10.000                          | | |         |
| Schiedsrichter: Carlos Puyol ( Uruguay)    | | |         |

## Uruguay – Paraguay 3:1 (2:0)
| Uruguay                                    | Uruguay | Paraguay | Paraguay |
| ------------------------------------------ | --- | --- | -------- |
| Uruguay                                    | \| 5. Februar 1939 in Lima (Stadium Nacional) \| \| Zuschauer: 10.000 \| \| Schiedsrichter: Enrique Cuenca ( Peru) \|                            | \| 5. Februar 1939 in Lima (Stadium Nacional) \| \| Zuschauer: 10.000 \| \| Schiedsrichter: Enrique Cuenca ( Peru) \| | Paraguay |
| Uruguay                                    | Granero – Sanguinetti (85. Zaccour), Mascheroni – Zunino, Galvalisi (67. O. Varela), Viana – Porta, Ciocca, Lago (85. Fager), S. Varela, Camaití | González – Velloso (Lezcano), Invernizzi – Ayala, Villalba, Ibáñez – Barrios, Godoy, Mingo, Ortega, Aquino            | Paraguay |
| Uruguay                                    | 1:0 Lago (14.) 2:0 S. Varela (40., Elfmeter) 3:1 Porta (66.)                                                                                     | 2:1 Barrios (59.) | Paraguay |
| 5. Februar 1939 in Lima (Stadium Nacional) | | |          |
| Zuschauer: 10.000                          | | |          |
| Schiedsrichter: Enrique Cuenca ( Peru)     | | |          |

## Paraguay – Ecuador 3:1 (1:0)
| Paraguay                                    | Paraguay | Ecuador | Ecuador |
| ------------------------------------------- | --- | --- | ------- |
| Paraguay                                    | \| 12. Februar 1939 in Lima (Stadium Nacional) \| \| Zuschauer: 15.000 \| \| Schiedsrichter: Enrique Cuenca ( Peru) \| | \| 12. Februar 1939 in Lima (Stadium Nacional) \| \| Zuschauer: 15.000 \| \| Schiedsrichter: Enrique Cuenca ( Peru) \| | Ecuador |
| Paraguay                                    | González – Lezcano, Invernizzi – Ayala, Villalba, Ibáñez – Barrios (Barreiro), Godoy, Ortega, Aquino, Mingo            | Vásquez – Ronquillo, Solís – Peralta, Vasconez, Arias – Cevallos, Freire, Alcívar (Suárez-Rizzo), Arenas, Herrera      | Ecuador |
| Paraguay                                    | 1:0 Mingo (4.) 2:0 Godoy (61.) 3:0 Barreiro (63.)                                                                      | 3:1 Arenas (75.) | Ecuador |
| 12. Februar 1939 in Lima (Stadium Nacional) | | |         |
| Zuschauer: 15.000                           | | |         |
| Schiedsrichter: Enrique Cuenca ( Peru)      | | |         |

## Peru – Uruguay 2:1 (2:1)
| Peru                                        | Peru | Uruguay | Uruguay |
| ------------------------------------------- | --- | --- | ------- |
| Peru                                        | \| 12. Februar 1939 in Lima (Stadium Nacional) \| \| Zuschauer: 40.000 \| \| Schiedsrichter: Alfredo Vargas ( Chile) \|             | \| 12. Februar 1939 in Lima (Stadium Nacional) \| \| Zuschauer: 40.000 \| \| Schiedsrichter: Alfredo Vargas ( Chile) \|                              | Uruguay |
| Peru                                        | Honores – A. Fernández, Chapel – Tovar, Pasache, Castillo – T. Alcalde, Bielich (Ibáñez, Quispe), T. Fernández, J. Alcalde, Paredes | Granero – Sanguinetti (84. Zaccour), Mascheroni – Zunino, Galvalisi, Viana – Porta, Ciocca (60. Camaití), Lago, S. Varela (70. Chirimini), Rodríguez | Uruguay |
| Peru                                        | 1:0 J. Alcalde (7.) 2:0 Bielich (35.)                                                                                               | 2:1 Porta (44.) | Uruguay |
| 12. Februar 1939 in Lima (Stadium Nacional) | | |         |
| Zuschauer: 40.000                           | | |         |
| Schiedsrichter: Alfredo Vargas ( Chile)     | | |         |